# Итамбакури
Итамбакури (порт. Itambacuri) — муниципалитет в Бразилии, входит в штат Минас-Жерайс. Составная часть мезорегиона Вали-ду-Риу-Доси. Входит в экономико-статистический микрорегион Говернадор-Валадарис. Население составляет 23 757 человек на 2006 год. Занимает площадь 1418,619 км². Плотность населения — 16,7 чел./км².
Праздник города — 13 апреля.

## История
Город основан 13 апреля 1873 года. 

## Статистика
- Валовой внутренний продукт на 2003 год составляет 72 182 228,00 реалов (данные: Бразильский институт географии и статистики).
- Валовой внутренний продукт на душу населения на 2003 год составляет 3103,68 реалов (данные: Бразильский институт географии и статистики).
- Индекс развития человеческого потенциала на 2000 год составляет 0,666 (данные: Программа развития ООН).

## География
Климат местности: горный тропический. В соответствии с классификацией Кёппена, климат относится к категории Aw.